# Petrolej
Petrolej je destilacijski produkt nafte, ki vre pri 180-300oC. Poznamo svetilni petrolej, motorni petrolej, industrijski petrolej in petrolej za peči.

## Identifikacija snovi ali pripravka
Petrolej je tekočina. Obarvani - zeleno označeni petrolej je uporaben za razsvetljavo, ogrevanje v pečeh z dimnim odvodom, čiščenje in druge potrebe, ki so specifične za industrijske pogone. Neobarvani - neoznačeni petrolej je v rabi kot dodatek k dieselskemu gorivu.

#### Uporaba snovi ali pripravka
- Svetilni petrolej uporabljamo za petrolejke, v industriji in za nekatere peči. Njegova uporaba je v upadanju.
- Motorni petrolej je namenjen za motorje z nizkim kompresijskim razmerjem. Uporablja se ga za starejše kosilnice, kot dodatek dieselu za izboljšanje nizkotemperaturnih lastnosti. Njegova uporaba je v upadanju.
- Industrijski petrolej se uporablja v industriji kot surovina za razne proizvode, za čiščenje strojnih delov.
- Petrolej za peči se uporablja v gospodinjstvih, šolah, industriji.

## Ugotovitve o nevarnih lastnostih
Petrolej je lahko vnetljiva tekočina. Lahko tvori vnetljive / eksplozivne hlape v zraku.
Napotki za nevarnost: Draži dihala, kožo in sluznico.

## Ukrepi za prvo pomoč
- Vdihovanje: Prizadeto osebo umakniti na svež zrak. V primeru slabega počutja poiskati zdravniško pomoč.
- Zaužitje: Takoj poiskati zdravniško pomoč.
- Stik s kožo in očmi: Izpirati z obilo vode dlje časa. Po potrebi poiskati zdravniško pomoč.

## Ukrepi ob požaru
- Posebne nevarnosti: Med gorenjem se lahko sproščajo strupeni plini.
- Primerna sredstva za gašenje: pena, prah, ogljikov dioksid, pesek, zemlja.
- Posebna zaščitna oprema za gasilce: Aparat za dihanje, standardna zaščitna oprema.

## Ukrepi ob nezgodnih izpustih
- Previdnostni ukrepi, ki se nanašajo na ljudi: Preprečiti stik s kožo in očmi, ne vdihavati plinov, ne uporabljati plamena in isker, odstraniti vse možne vire vžiga, ne kaditi.
- Ekološki zaščitni ukrepi: V primeru večjega razlitja onesnaženo območje ustrezno zavarovati. Preprečiti razširjanje s postavitvijo primernih ovir. Absorbirati tekočino s sintetičnimi vpojnimi sredstvi, peskom ali zemljo. Pomesti in odstraniti v primeren kontejner.

## Ravnanje z nevarno snovjo/pripravkom in skladiščenje
- Ravnanje: Uporabljati nevnetljivo orodje.
- Skladiščenje: hraniti v hladnem, suhem in dobro prezračevanem prostoru, stran od vročine, stran od virov vžiga in stran od ognja. Pretakati na samo za to določenih, pravilno opremljenih mestih s predpisano opremo in v skladu z varnostno tehničnimi predpisi.

## Nadzor nad izpostavljenostjo/varnost in zdravje pri delu
Na delovnem mestu je treba zagotoviti dobro prezračevanje. Na delovnem mestu se ne sme kaditi. Potrebna je zaščitna oprema delavca: obleka, čevlji, rokavice, očala.

## Fizikalne in kemijske lastnosti
Petrolej je tekočina ostrega vonja.

## Obstojnost in reaktivnost
Obstojen je pod normalnimi pogoji. Izogniti se je treba vročini, iskram, ognju in drugim virom vžiga.

## Toksikološki podatki
Lahko povzroči manjše draženje oči. Stik s kožo povzroča draženje.

## Ekotoksikološki podatki
Strupen za vodno okolje.

## Odstranjevanje
Odlaganje odpadkov v reke in kanalizacijo je prepovedano. Odstranjevanje naj poteka skladno s Pravilnikom o ravnanju z odpadki. Izvede naj ga pooblaščena oseba.

## Zakonsko predpisani podatki o predpisih
Pravilnik o razvrščanju, označevanju in pakiranju nevarnih snovi.